# Peter Spring
Peter Spring (* 6. August 1892 in Geisenheim; † 10. April 1945 im KZ Dachau) war ein deutscher Widerstandskämpfer gegen das NS-Regime.

## Leben
Peter Spring wurde als Sohn des Küfers Johann Spring und der Elisabetha Ober als erster von vier Brüdern in Geisenheim geboren.
Nach dem Besuch der Schule absolvierte er eine Gärtnerlehre, die seinem inneren Bezug zur Natur entgegenkam. Schon in jungen Jahren war er sehr sportlich und als passionierter Turner an Barren, Pferd und Reck in der Turnerschaft Geisenheim engagiert.
Im Ersten Weltkrieg wurde er zum Kriegsdienst eingezogen und an der Westfront am rechten Arm schwer verletzt. Seinen erlernten Beruf konnte er nicht mehr ausüben.
Die Philipp K. Hoehl-Stiftung ermöglichte ihm die Aufnahme eines Studiums an der Geisenheimer Lehr- und Forschungsanstalt; anschließend bekam er dort eine Anstellung als Obstbautechniker mit überwiegender Lehrtätigkeit.
1922 heiratete Peter Spring Anna Binstadt, 1924 wurde die Tochter Anneliese, 1928 der Sohn Karl-Heinz geboren.

## Politisches Engagement
Wegen seiner Erfahrungen im Ersten Weltkrieg beschloss Peter Spring, politisch aktiv zu werden und seinen Leitspruch „Nie wieder Krieg“ nach außen zu tragen. Er trat in die SPD ein und wurde 1928 deren Vorsitzender in Geisenheim, ein Amt, das er bis 1932 innehatte. Er übernahm den Vorsitz des „Reichsbanners Schwarz-Rot-Gold“ und schließlich den der „Eisernen Front“, einer unbewaffneten Kampforganisation aus Mitgliedern der SPD, Gewerkschaften, Arbeitersportverbänden und des „Reichsbanners“. Etwa 200 Personen nahmen im „Deutschen Haus“ als Stammlokal in Geisenheim teil an Aufmarschtraining, Selbstverteidigung ohne Waffen und Musizieren in einem Spielmannszug, um den gewaltbereiten NSDAP-Mitgliedern eine politische Gruppierung auf dem Boden der Verfassung entgegenzusetzen.
Am 12. März 1933 wurde Peter Spring in die Stadtverordnetenversammlung gewählt. Er und seine Mitstreiter der SPD konnten jedoch niemals an den Sitzungen des Gremiums teilnehmen, da die SA den Zutritt zur Versammlung verhinderte. Im Zuge der Machtergreifung Adolf Hitlers wurden wenig später die Parlamente aufgelöst und die demokratischen politischen Organisationen verboten.

## Verfolgung
Ab 1933 sahen sich Peter Spring und seine Familie wachsenden Repressionen ausgesetzt. In Nazikreisen galt er als Kopf der Geisenheimer SPD; wiederholte Hausdurchsuchungen, Schikanen gegen ihn und gegen die Kinder in der Schule waren die Folgen. Schließlich verlor Peter Spring seinen Arbeitsplatz an der Forschungsanstalt durch fristlose Entlassung wegen „politischer Unzuverlässigkeit“ und musste von nun an mit Gelegenheitsjobs und mit der Unterstützung durch Verwandte und einer kleinen Kriegsversehrtenrente den Familienunterhalt bestreiten. Er ließ sich nicht einschüchtern. Er grüßte nie mit „Heil Hitler“ und setzte zum „Heldengedenktag“ die schwarz-rot-goldene Fahne auf halbmast. Eine in der Turnhalle geäußerte Kritik an der Regierung Hitlers wurde angezeigt, und Peter Spring musste für drei Tage ins Gefängnis des Rathauses. Danach stand er unter Polizeiaufsicht. Enttäuscht von seinen Sportkameraden und unter ständigem Druck von Gestapo und Polizei zog er sich zuerst vom Vorsitz der Turnerschaft zurück, danach mied er auch Kontakte zu Freunden und Gleichgesinnten.
1940 fand Peter Spring eine Anstellung als produktionstechnischer Leiter der landwirtschaftlichen Sammelstelle für Obst in Kriftel. 1943 kam es zu einer folgenschweren Auseinandersetzung mit dem dortigen Reichsbauernführer, der verdorbenen Salat anbot. Innerhalb der verbalen Konfrontation fiel von Seiten Peter Springs das Wort „Goldfasan“ – der Bauernführer trug das goldene Parteiabzeichen.
Peter Spring wurde wenig später verhaftet und ins Untersuchungsgefängnis nach Darmstadt-Griesheim verbracht. Am 15. Oktober 1943 verurteilte ihn ein Sondergericht in Darmstadt wegen Vergehens gegen das „Heimtückegesetz“. Es bestand ein striktes Besuchsverbot, nur blutige Kleidungsstücke wurden den Angehörigen übergeben. Während der Haftzeit bis zum 15. April 1944 arbeitete Peter Spring in einer Bäckerei, wo ihm der Inhaber heimliche Treffen mit Familienangehörigen ermöglichte.

## Tod
Am 22. August 1944 um 6 Uhr morgens wurde Peter Spring ohne Angabe von Gründen erneut verhaftet: Im Rahmen der „Aktion Gitter“ brachte ihn die Gestapo zunächst in den Keller des Rüdesheimer Rathauses und von dort ins Polizeigefängnis Wiesbaden.
Am 7. September 1944 erfolgte seine Einweisung ins Konzentrationslager Dachau als „Schutzhäftling“ mit der Häftlingsnummer 109297. Peter Spring schrieb monatlich Briefe an seine Familie und versuchte zu überleben, indem er sich in Arbeitskommandos einteilen ließ. Er, der gelernte Gärtner, arbeitete auch in der Plantage des Dachauer Konzentrationslagers, wo er schließlich zusammenbrach. Er verstarb am 10. April 1945 in Dachau mutmaßlich an Fleckfieber.

## Ehrungen

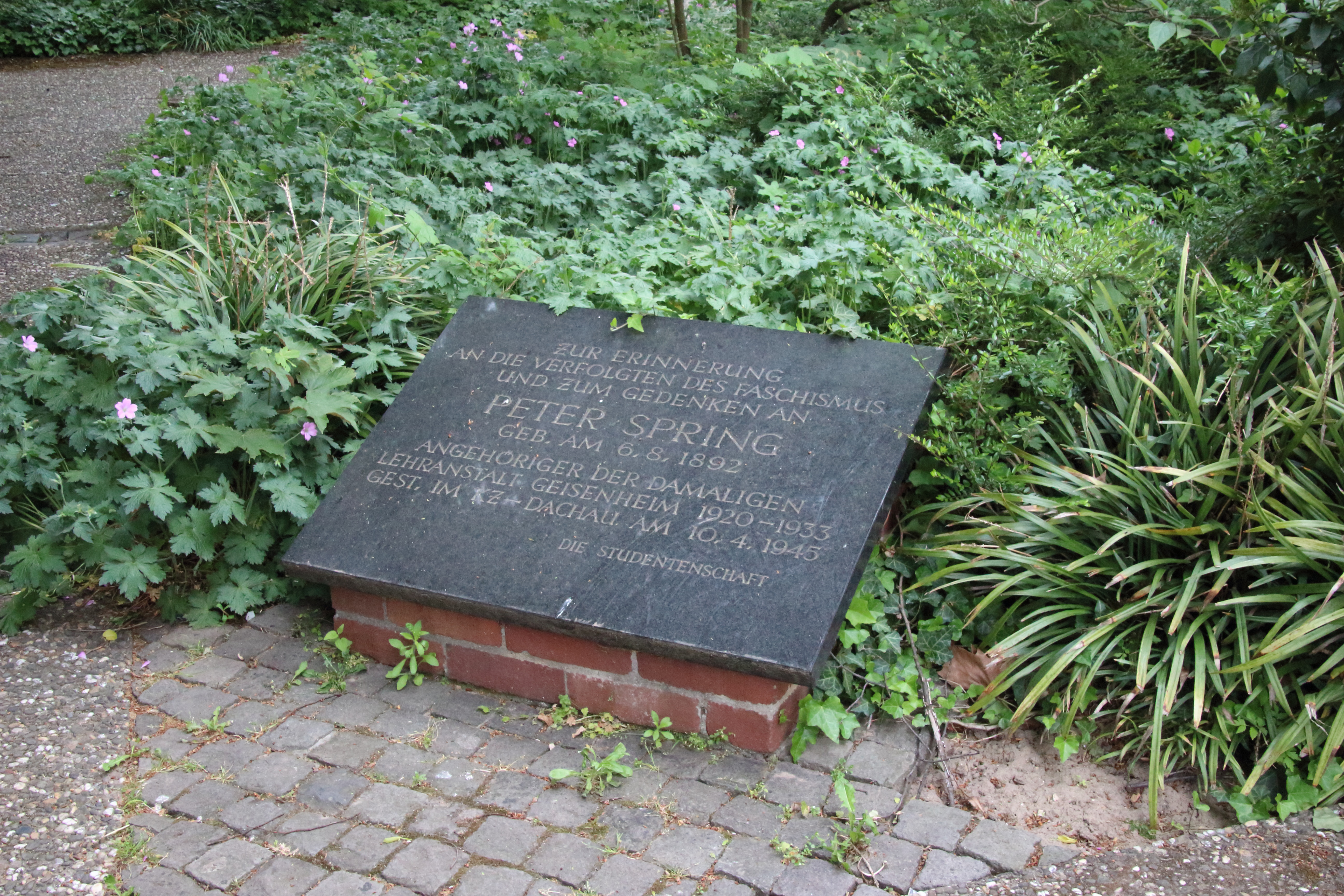
Peter Spring Gedenkstein Forschungsanstalt Geisenheim

Ein Porträt Peter Springs hängt im Sitzungssaal des Rathauses der Hochschulstadt Geisenheim. Die Studierenden der Hochschule Geisenheim erinnern an ihn mit einem Gedenkstein im Park. Vor seinem ehemaligen Wohnhaus ist in den Bürgersteig ein Stolperstein eingelassen und die Straße trägt ihm zu Ehren seinen Namen.

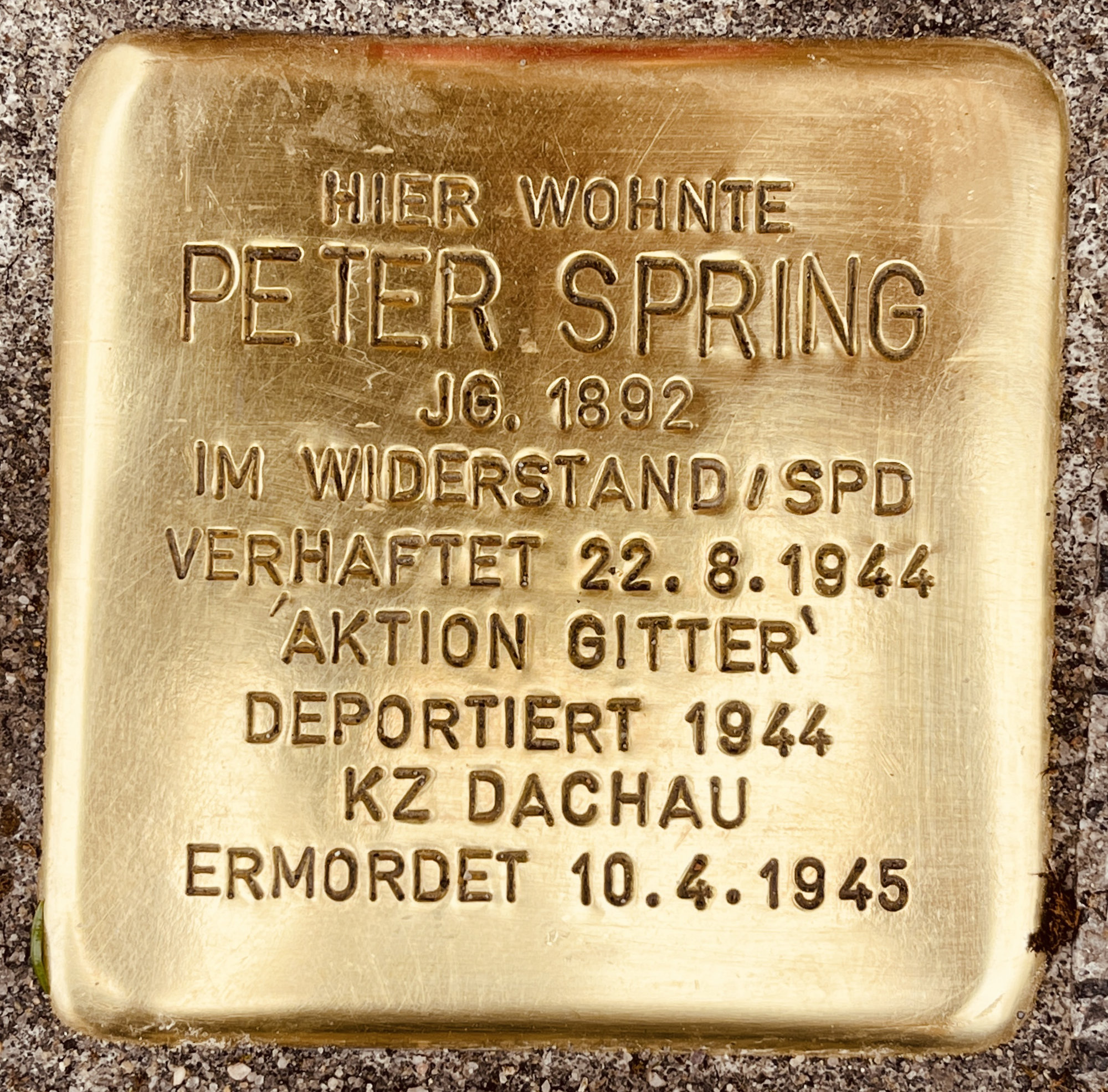
Peter Spring Stolperstein Peter-Spring-Straße Geisenheim